# آب‌گرم‌کن خورشیدی

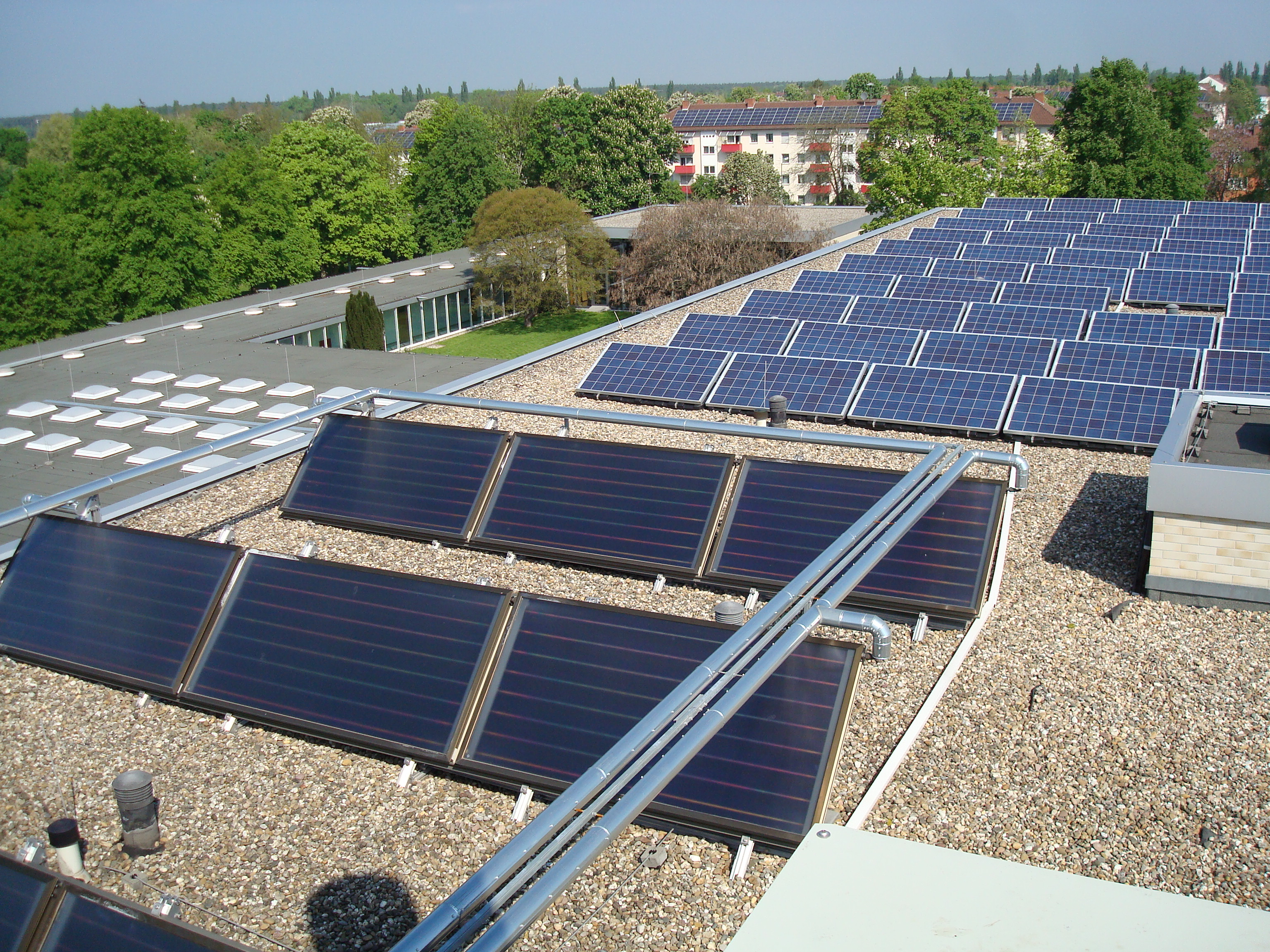
جلو: پانل‌های خورشیدی سیستم فتوولتائیک در پشت بام دانشگاه اسپیر؛ پشت آن در پس زمینه؛ سیستم‌های فتوولتائیک در پشت بام خانه‌ها

آب‌گرم‌کن خورشیدی (به انگلیسی: Solar water heating) دستگاهی است که با جذب انرژی خورشیدی آب مورد نیاز را گرم می‌کند. استفاده از انرژی خورشیدی جهت گرم نمودن آب به جهت رایگان بودن این منبع عظیم انرژی، از نظر اقتصادی بسیار مقرون به صرفه می‌باشد. سیستم‌های آبگرمکن خورشیدی دارای تقسیم‌بندی‌های مختلفی می‌باشند که عبارتند از:
1. ترموسیفون
2. پمپ دار تحت فشار
3. برگشت ثقلی

ترموسیفون (به انگلیسی: Thermosiphon): این سیستم‌ها فاقد هرگونه پمپ جهت جابجایی آب می‌باشند و با استفاده از گرمای آفتاب عمل می‌کنند. مشکل عمده این سیستم پدیده یخ زدگی در فصول سرد سال می‌باشد.
پمپ‌دار تحت فشار: در این سیستم مدار بسته می‌باشد و برای جابجایی سیال از پمپ استفاده می‌کنند. برای جلوگیری از یخ زدگی از ضدیخ استفاده می‌شود. این سیستم در مناطقی که اختلاف دمای زیادی را تجربه می‌کند، کارایی کمتری دارد.
برگشت ثقلی: سیستمهای برگشت ثقلی عموماً جزء سیستمهای غیرمستقیم گرمایش آب است که در آن آب در یک سیکل بسته حرارت خورشید را از کلکتور دریافت کرده و به وسیله یک مبدل حرارتی آب داخل مخزن را گرم می‌نماید.سیستم تا زمانی که انرژی خورشید به میزان کافی موجود باشد، کار می‌کند. در غیر اینصورت پمپ از کار افتاده و سیال داخل کلکتور در اثر نیروی گرانشی به داخل مخزن تخلیه می‌شود. این سیستم‌ها برای مناطقی که اختلاف دمای زیادی را تجربه می‌کنند بسیار مناسب است. سیستم برگشت ثقلی کلکتور‌های SGP متناسب با شرایط کشور ایران طراحی شده و به دلیل عدم استفاده از ضدیخ، نسبت به سیستم‌های ترموسیفون و تحت فشار برتری فراوانی دارد.

## آبگرمکن‌های خورشیدی
امروزه با پیشرفت علم و گسترش انرژی‌های جدید، نگرانی انسان در نگه داری از طبیعت پیرامون خود دوچندان شده. استفاده از منابع تجدید ناپذیر و سوخت‌های آلوده کننده محیط زیست از مشکلات جدی بشر امروز است. برای حل مشکل باید به دنبال انرژی‌های جدید و جایگزین باشیم، از آن جمله استفاده از انرژی ارزان و در دسترس خورشید است. انرژی خورشید به راحتی قابل ذخیره است. انرژی خورشیدی عظیم‌ترین منبع انرژی در جهان می‌باشد. این انرژی پاک، ارزان و بی پایان بوده و در اکثر کشور ها قابل استفاده است

### روند رو به رشد استفاده از آبگرمکن های خورشیدی در دنیا
گسترده ترین کاربرد انرژی های تجدیدپذیر استفاده از آن‌ها برای تولید حرارت است که به‌طور عمده به سوخت‌های زیستی و آب‌گرمکن‌های خورشیدی مربوط می‌شود. بر این اساس، یکی از پرکاربردترین انواع فناوری‌های مرتبط با انرژی های تجدیدپذیر، فناوری آبگرمکن‌های خورشیدی است. مجموع ظرفیت نصب شدهٔ مجموع آبگرمکن های خورشیدی در سطح جهان تا پایان سال ۲۰۱۲ به ۲۶۵۰۰۰ مگاوات حرارتی رسیده‌است

### مجموع ظرفیت نصب شدهٔ آبگرمکن‌های خورشیدی لوله خلأ و صفحه تخت شیشه دار در دنیا
آمارها حاکی از آن است که اقتصادهای در حال توسعه پا به پای کشورهای توسعه یافته در حال گسترش استفاده از فناوری آبگرمکن‌های خورشیدی هستند تا بتوانند مصرف سوخت‌های فسیلی را متوقف کنند. چین، آمریکا، آلمان، ترکیه، برزیل، هند و ژاپن در استفاده از انواع این آبگرمکن‌ها پیشرو هستند.

### آبگرمکن خورشیدی ترموسیفون چگونه کار می‌کنند؟
لوله‌های خلأ خورشیدی که عمل گرم کردن آب را انجام می‌دهد، به شکل لوله مدور بوده که یک سر آن باز است که داخل تانک افقی ذخیره آب فرومی‌رود که به وسیله واشر سیلیکونی آب‌بندی می‌شود و انتهای لوله بسته‌است که در پایین به وسیله شبکه نگهدارنده حفظ می‌شود. این لوله از سه لایه تشکیل شده‌است:۱. لایه شیشه ای داخلی در تماس با آب
1. لایه جاذب نور خورشید چسبیده به لایه شیشه ای داخلی، که تیره رنگ هست و از مواد جاذب تشکیل شده که تکنولوژی نانو در آن بکار برده شده‌است و همچنین از انعکاس نور جلوگیری می‌کند. با گرم شدن این لایه، گرما به آب موجود در داخل لوله منتقل می‌شود.
2. لوله شیشه ای خارجی. بین لوله داخلی و لوله خارجی، خلأ کامل (وکیوم) ایجاد شده که هیچ مولکول هوایی در آن موجود نیست بنابراین انتقال دمایی وجود ندارد؛ و هر فوتون نور که وارد لوله می‌شود دیگر خروج ندارد و به دام می‌افتد؛ که باعث راندمان بالای دستگاه می‌شود.

شکل مدور لوله‌های خلأ باعث می‌شود که اشعه خورشید در هر زاویه ای به آن عمود باشد حتی در زمان طلوع و غروب آفتاب، که منجر به افزایش چشمگیر کارایی دستگاه می‌شود؛ که نقطه قوت آبگرمکن‌های لوله خلأ نسبت به آبگرمکن‌های صفحه تخت می‌باشد.
همچنین باد و توفان از فضای بین لوله‌های خلأ که از هم فاصله حدود یک سانتیمتری دارند عبور می‌کند و به دستگاه آسیب نمی‌رساند؛ و اگر یک لوله دچار مشکل شد می‌توان آن را به راحتی تعویض کرد و نیازی به تعمیر کل سیستم نیست.
در اوایل صبح، تابش خورشید باعث گرم شدن آب در لوله‌های خلأ می‌شود. آب گرم شده به علت سبک‌تر بودن با جابجایی طبیعی بالا رفته، به مخزن ذخیره می‌رسد و آب سرد مخزن که سنگین تر می‌باشد از پایین آن به داخل لوله‌های خلأ جاری می‌گردد.
این فرایند چرخش طبیعی آب که به آن ترموسیفون گفته می‌شود در سیستم دائماً تکرار می‌شود. با توجه به اینکه هیچگونه پمپ استفاده نمی‌شود هزینه نگهداری دستگاه بسیار پایین است.
کل سیستم عایق حرارتی می‌باشد بنابراین اتلاف دما بسیار پایین هست بنابراین هم افزایی گرمایی آب دائماً وجود دارد و به دماهای بالا بنا به شرایط جوی ۴۰ تا ۱۰۰ درجه سانتی گراد می‌رسد. آب گرم در منبع آبگرمکن تا ۷۲ ساعت گرم باقی می‌ماند.